# Avalanche (groupe)
Pour les articles homonymes, voir Avalanche (homonymie).
Avalanche est un groupe new wave norvégien créé en 1984, composé du couple Kirsti Johansen et Kjetil Røsnes. Le groupe a connu un bref mais intense succès en France en 1989 avec le titre Johnny, Johnny Come Home.
D'autres titres connus sont I Will Wait, Wheel of Fortune ou Love Me, Please Love Me, une reprise de Michel Polnareff.

## Après le succès
Au milieu des années 1990, Kjetil Røsnes et Kirsti Johansen écrivent Santa Maria, une chanson destinée à la chanteuse néerlandaise Tatjana Šimić (1995) et à Samantha Fox (1997).
Dès la fin des années 1990, ils ont publié sous le pseudonyme K + K, Après avoir vécu en France dans les années 1990, ils sont rentrés en Norvège en 2004 dans l'intention d'ouvrir un studio à Aurskog.
En 2008, ils ont participé aux éliminatoires régionaux du concours Melodi Grand Prix en Norvège mais sans parvenir jusqu'à la finale nationale.

## Discographie

### Albums studio
- 1989 : Avalanche
- 1992 : Westbound
- 2002 : K + K (promo sous le pseudonyme K + K)[7]

### Singles
- 1984 : Heaven Tonight
- 1986 : Wheel Of Fortune
- 1987 : Bird of Paradise
- 1988 : Johnny, Johnny Come Home - #1 en France; #3 en Norvège[8]
- 1989 : All blame on love (sous le pseudonyme Bluebeat)[9],[10]
- 1989 : I Will Wait - #43 en France[8]
- 1990 : Blue Train
- 1990 : Riding on a Storm
- 1991 : Love Me, Please Love Me (Michel Polnareff-cover)
- 1991 : Young Guns
- 1992 : When the Cowboys Come
- 1999 : Cosmic Philosophy (sous le pseudonyme K + K)[11]

### Participations
- 2008 : Two Monkeys (On The Roof) (Melodi Grand Prix Norwege)[6]